# Slavia Karlowe Wary
Slavia Karlowe Wary (cz. SK VTJ Slavia Karlovy Vary) – czeski klub piłkarski z siedzibą w Karlowych Warach na zachodzie kraju.

## Historia
Chronologia nazw:
- 1928–1952: SK Slavia Karlovy Vary
- 1952–1953: Sokol Slavia Karlovy Vary
- 1953–1964: DSO Dynamo Slavia Karlovy Vary
- 1964–1965: TJ Dynamo Karlovy Vary
- 1965–19??: TJ Slavia Karlovy Vary
- 19??–1995: TJ Slavia PS Karlovy Vary
- 1995–2001: SK VTJ Slavia Karlovy Vary (po fuzji z FC VTJ Karlovy Vary)

Klub został założony 2 lipca 1928 roku jako Slavia Karlovy Vary. W tym dniu odbyło się inauguracyjne posiedzenie klubu, założycielem którego był inż. Oto Klepetář. W 1930 roku Slavia kupuje głównie przez członków klubu własne boisko powyżej górnej stacji a 26 maja 1932 nastąpiło jego otwarcie. Na początku swego istnienia zespół występował w rozgrywkach amatorskich. W 1935 roku klub przystąpił do rozgrywek czeskiej ligi amatorskiej i plasuje się wśród najlepszych klubów amatorskich w kraju. W 1938 roku, kiedy Sudety zostały okupowane przez Niemców, większość graczy i urzędników zostali zmuszeni do opuszczenia miasta i działalność klubu została przerwana. Ponownie przywrócony klub w 1945 roku i potem grał na boisku w dzielnicy Rybáře. W 1952 zmienił nazwę na Sokol Slavia Karlovy Vary. W roku 1953, po zmianie nazwy na Dynamo Slavia Karlovy Vary, klub debiutuje w drugiej lidze czechosłowackiej i osiąga bardzo dobre wyniki (1956 - 3 miejsce, 2 miejsce nawet w sezonie 1959/60). Barwy Slavii w tym czasie broniły tacy znani piłkarze, jak Feureisl, Matějček, Muzikář, Jánský, Koler, Vydra i inne. 
W 1963 roku, klub przeniósł się z dzielnicy Rybáře w Drahovice, gdzie udało się stopniowo zbudować solidne obiekty sportowe i techniczne. W 1965 przywrócił swoją historyczną nazwę Slavia Karlovy Vary. Pojawiły się wielu innych wspaniałych piłkarzy (np. Milan Šíp, Tomáš Matějček, Horst Siegl, Josef Němec, Josef Pahr, Robert Fiala, Tomáš Kalán, Karel Tichota...). 
Po latach sukcesów nadszedł okres gorszej gry i spadł do rozgrywek mistrzostw regionalnych. W sezonie 1967/68 zespół po raz ostatni zagrał w II lidze czechosłowackiej.
W dniu 1 lipca 1995 roku po fuzji dwóch w czasie najbardziej znanych klubów z Karlowych War (SK Slavia Karlovy Vary i wojskowego VTJ Karlovy Vary) zostało założone jako stowarzyszenie obywatelskie SK VTJ Slavia Karlovy Vary. Połączenie obu klubów miało miejsce w czasie, gdy oba zespoły borykały się z problemami finansowymi. W sezonie 1994/95 Slavia zdobyła mistrzostwo ligi regionalnej, a wojskowy klub VTJ uratował się przed spadkiem zajmując końcowe 13 miejsce w III lidze czeskiej. Wynikiem, biorąc pod uwagę realną możliwość obu drużyn był tylko ich połączenie, które miało na celu w mieście Karlowe Wary utrzymać klub w III lidze. Jednakże pierwszy wspólny sezon 1995/96 był nieudany - przedostatnie 17 miejsce i spadek do IV ligi czeskiej. Jednym z najgorszych momentów klubu najwyraźniej doświadczył podczas gorących letnich miesięcy 1998 roku, kiedy klub ogłosił upadłość. Zespół zajął ostatnie 16 miejsce i spadł do rozgrywek regionalnych. W tamtym czasie inny miejscowy rywal TJ Karlovy Vary-Dvory debiutował w IV lidze zdobywając wicemistrzostwo dywizji B. W 1999 TJ Karlovy Vary-Dvory zwyciężył w dywizji B i awansował do III ligi czeskiej. 
W roku 2001 klub Slavia przeniósł prawa do piłki nożnej klubowi TJ Karlovy Vary-Dvory tworząc nową spółkę akcyjną SK Buldoci Karlovy Vary-Dvory.

## Sukcesy

### Trofea międzynarodowe
Nie uczestniczył w rozgrywkach europejskich (stan na 31-05-2014).

### Trofea krajowe
Czechosłowacja
| \| \| Zdobyte trofea w rozgrywkach Czechosłowacji (stan na: 31-05-2014) \| |                                                                   |      |          |
| Rozgrywki                                                                  | Osiągnięcie                                                       | Razy | Sezon(y) |
| · Mistrzostwo                                                              | I miejsce                                                         | 0    |          |
| · Mistrzostwo                                                              | II miejsce                                                        | 0    |          |
| · Mistrzostwo                                                              | III miejsce                                                       | 0    |          |
| Puchar                                                                     | zdobywca                                                          | 0    |          |
| Puchar                                                                     | finalista                                                         | 0    |          |
| II liga                                                                    | I miejsce                                                         | 0    |          |
| II liga                                                                    | II miejsce                                                        | 1    | 1960     |
| II liga                                                                    | III miejsce                                                       | 1    | 1956     |
| Czechosłowacja                                                             | Zdobyte trofea w rozgrywkach Czechosłowacji (stan na: 31-05-2014) |      |          |

## Stadion
Klub rozgrywał swoje mecze domowe na stadionie Drahovice w Karlowych Warach, który może pomieścić 5000 widzów oraz stadionie Závodu Míru, który może pomieścić 11000 widzów.